# Apionichthys asphyxiatus
Apionichthys asphyxiatus, conhecido popularmente como linguado ou soia, é uma espécie de peixe pertencente ao gênero Apionichthys. É endêmica ao Brasil, ocorrendo nos estados de Tocantins, Pará, Mato Grosso, Amazonas, Goiás e Maranhão. De acordo com a União Internacional para a Conservação da Natureza, não houve informações suficientes a respeito da espécie para determinar seu estado de conservação, sendo colocado na categoria de espécie deficiente de dados.